# Mon chien Stupide (film)
Pour le roman de John Fante, voir Mon chien Stupide.
Pour plus de détails, voir Fiche technique et Distribution.
Mon chien Stupide est un film français réalisé par Yvan Attal et sorti en 2019. Il s'agit d'une adaptation du roman du même nom de John Fante, publié à titre posthume en 1985.

## Synopsis
En pleine crise de la cinquantaine, Henri Mohen désigne sa femme Cécile et ses quatre enfants comme responsables de ses échecs, de son manque de libido ou encore de son mal de dos. En faisant le bilan critique de sa vie, l'écrivain prend conscience de toutes les choses qu'il n'aura plus. Un énorme chien, aussi mal élevé qu'obsédé, va alors faire irruption dans sa vie et s’installer dans la maison familiale. Si cela ravit Henri, Cécile et ses enfants ne sont pas du même avis.

## Fiche technique
Sauf indication contraire, les informations mentionnées dans cette section peuvent être confirmées par la base de données cinématographiques IMDb,  présente dans la section « Liens externes ».
- Titre original : Mon chien Stupide
- Réalisation : Yvan Attal
- Scénario : Dean Craig (en), Yaël Langmann et Yvan Attal, d'après le roman Mon chien Stupide (My Dog Stupid) de John Fante
- Décors :
- Photographie : Rémy Chevrin
- Montage : Célia Lafitedupont
- Musique : Brad Mehldau
- Production : Vincent Roget, Georges Kern et Florian Genetet-Morel
- Sociétés de production : Same Player, Montauk Films, Good Times Productions ; coproduit par France 2 Cinéma
- Société de distribution : Studio Canal (France)
- Budget : 9,2 millions d'euros
- Pays de production :  France
- Langue originale : français
- Format : couleur
- Genre : comédie dramatique, romance
- Durée : 105 minutes[1]
- Dates de sortie :
  - France : 22 août 2019 (FFA 2019)[1] - 30 octobre 2019 (en salles)

## Distribution
- Yvan Attal : Henri Mohen
- Charlotte Gainsbourg : Cécile Mohen
- Pascale Arbillot : Laure Breuvart
- Éric Ruf : Professeur Mazard
- Panayotis Pascot : Gaspard Mohen
- Sébastien Thiéry : Louis Daval
- Lola Marois : Marie-Lise
- Oscar Copp : Hugues
- Ben Attal : Raphaël Mohen
- Adèle Wismes : Pauline Mohen
- Pablo Venzal : Noé Mohen

## Production
Le projet d'adaptation du roman Mon chien Stupide de John Fante, publié à titre posthume en 1985, remonte à une vingtaine d'années avant le film d'Yvan Attal. Claude Berri devait le réaliser et tourner le film en anglais avec Peter Falk dans le premier rôle. Mais ne maitrisant pas assez la langue, le cinéaste propose le projet à Yvan Attal : « Quand Claude Berri m'a proposé de faire le film, il y a presque 20 ans, Peter Falk était pressenti dans le rôle de l'écrivain raté. C'est d'ailleurs pour ça que je porte un imperméable dans le film, un clin d'œil à Peter Falk et Columbo. »
Le film a été tourné dans le Pays basque français à Biarritz (gare de Biarritz, aéroport de Biarritz), Anglet (université Montaury), Arcangues (tribunal), Bidart (corniche, plages), Guéthary (plage de Cenitz, bar baia beach, terrasse) et Hendaye (TGV Hendaye/Paris).
La maison utilisée dans le film se trouve dans le pays basque intérieur mais est mise en scène dans le village de Guéthary, quartier Parlementia. Le film a été tourné en été 2018 en partie[réf. nécessaire].

## Accueil

### Critiques
Le film reçoit des avis mitigés de la part de la presse et obtient une moyenne de 3,3/5 sur Allociné.
Le Parisien est conquis par le film : « Yvan Attal, formidable dans le rôle du héros et bien épaulé par celle qui partage sa vie, Charlotte Gainsbourg, signe un film hors-norme épatant, qui donne matière à réfléchir… »
L'avis de Première est plus divisé. Un des critiques de la rédaction a beaucoup aimé le film, contrairement à un autre qui le résume ainsi : « Yvan Attal est donc Henri, qu'une voix off (procédé devenu figure imposée pour cinéastes paresseux) nous décrit en lose complète. »

### Box-office
| Pays ou région | Box-office      | Date d'arrêt du box-office | Nombre de semaines |
| -------------- | --------------- | -------------------------- | ------------------ |
| France         | 501 205 entrées | 18 décembre 2019           | 7                  |
| Total mondial  | 4 037 515 $     | -                          | -                  |